# Operacja Bokser
Operacja Bokser (hebr. מִבְצָע בּוֹקְסֶר, Miwca Bokser) – operacja wojskowa Sił Powietrznych Izraela polegająca na przeprowadzeniu serii ataków na terytorium Egiptu w okolicach Kanału Sueskiego w dniach 20–28 lipca 1969 roku podczas wojny na wyczerpanie. Operacja była wynikiem decyzji izraelskiego dowództwa, żeby uderzeniami odwetowymi na cele militarne odpowiedzieć na egipskie ataki artyleryjskie i sabotaże komandosów na Synaju, które powodowały liczne straty Sił Obronnych Izraela. W wyniku ataków przeprowadzonych w trakcie operacji Izraelczycy znacznie osłabili potencjał wojsk obrony przeciwlotniczej Egiptu niszcząc m.in. baterie rakiet przeciwlotniczych S-75 (kod NATO: SA-2), radary i artylerię przeciwlotniczą.

## Tło wydarzeń

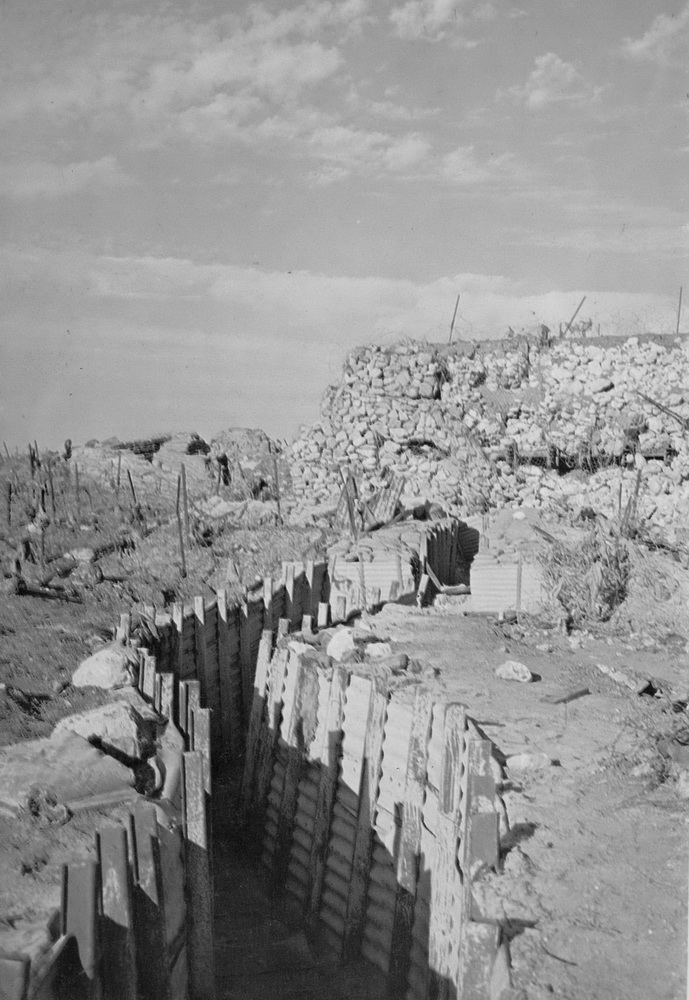
Izraelska linia Bar-Lewa wzdłuż wschodniego wybrzeża Kanału Sueskiego

Koniec wojny sześciodniowej w 1967 roku nie stanowił zakończenia konfliktu arabsko-izraelskiego. Państwa arabskie nie mogły się pogodzić ze zwycięstwem Izraela oraz ze wzrostem jego pozycji w regionie. We wrześniu 1967 roku odbyła się konferencja w Chartumie, na której do głosu doszli zwolennicy prowadzenia zdecydowanej polityki wobec Izraela. Uznali, że nie można prowadzić żadnych negocjacji i rozmów pokojowych z politykami izraelskimi. Egipcjanie nie pogodzili się ze stratą Synaju, a Izrael nie akceptował postanowień Rezolucji Rady Bezpieczeństwa ONZ nr 242 nakazującej mu zwrot zdobytych terytoriów. W wyniku napięć politycznych doszło początkowo do pojedynczych, później regularnych, ostrzałów pozycji jednej i drugiej strony nad Kanałem Sueskim. Toczący się od 1967 do 1970 roku konflikt nazwany został wojną na wyczerpanie. Gamal Abdel Naser wierzył, że przedłużający się zatarg doprowadzi do osłabienia Izraela. W trakcie konfliktu dochodziło do operacji desantowych, naruszeń przestrzeni powietrznych, ostrzałów i wypadów komandosów na tyły wroga. Egipt chciał przez to utrzymać zainteresowanie międzynarodowe sytuacją nad Kanałem Sueskim i zyskać sojuszników. Naser otrzymał szeroką pomoc wojskową ze Związku Radzieckiego. Z kolei Izrael nie chciał pokazać słabości i wycofać się z pozycji na zachodzie Synaju mimo strat wśród żołnierzy stacjonujących na linii Bar-Lewa. Obszar walk w trakcie wojny na wyczerpanie był również poligonem doświadczalnym dla nowego sprzętu amerykańskiego i radzieckiego.

## Preludium
W 1969 roku Naser nakazał egipskiej armii rozpoczęcie ataków artyleryjskich, powietrznych i lądowych na izraelskie pozycje wzdłuż Kanału Sueskiego. Uznał, że izraelska opinia publiczna jest wyczulona na wysokie straty, w szczególności wśród żołnierzy. Prezydent Egiptu wierzył, że zadając Izraelczykom straty w ludziach doprowadzi do szybkiego zakończenia konfliktu i zmusi Państwo Izrael do rozmów pokojowych. Ponadto Egipcjanie przeprowadzali nocne ataki komandosów na wybrane cele na Synaju, a także stawiali miny morskie.
W okresie od maja do lipca Egipcjanie w wyniku ostrzałów i ataków zabili 47 żołnierzy Cahalu, a ranili 157. Izraelczycy postanowili wykorzystać swoje Siły Powietrzne w celu przeprowadzenia ataków na tyłach armii egipskiej i wywołania efektu psychologicznego. 17 czerwca 1969 roku myśliwce izraelskie wykonały bardzo niskie loty nad Kairem, rezydencją Nasera i stołecznym lotniskiem, żeby doprowadzić do powstania efektów akustycznych zwanych gromami dźwiękowymi. W lipcu izraelskie myśliwce stoczyły kilka walk powietrznych z egipskimi myśliwcami MiG-21, zestrzeliwując 9 nieprzyjacielskich maszyn. Izraelczycy nie ponieśli strat. Wydarzenia te były niedopuszczalne dla Nasera. 10 lipca, w nocy, komandosi egipscy zaatakowali na Synaju jednostkę pancerną, zabijając 9 żołnierzy. 16 lipca dowództwo izraelskie zaakceptowało propozycję gen. Ezera Weizmana, który przedstawił plan użycia Sił Powietrznych jako latającej artylerii i przeprowadzenia serii ataków na cele za liniami egipskimi. Do tej pory Izraelczycy nie używali lotnictwa z obawy na to, iż doprowadzą w ten sposób do eskalacji konfliktu. Dowództwo uznało, że celami nalotów będą radzieckie systemy przeciwlotnicze S-75 (SA-2) i artyleria przeciwlotnicza kal. 40 mm, które zlokalizowane były obok lotnisk i baz wojskowych.
W nocy z 19 na 20 lipca oddziały Sajjeret Matkal i Szajetet 13 przeprowadziły szturm na Zieloną Wyspę. Jego założeniem było zniszczenie stanowisk przeciwlotniczych, które mogłyby przeszkodzić w realizacji operacji Bokser. Po ataku okazało się, że dane dostarczone przez wywiad były fałszywe, a umocniona wyspa nie stanowiła żadnego zagrożenia dla izraelskich samolotów.

## Przebieg operacji

### Bokser 1

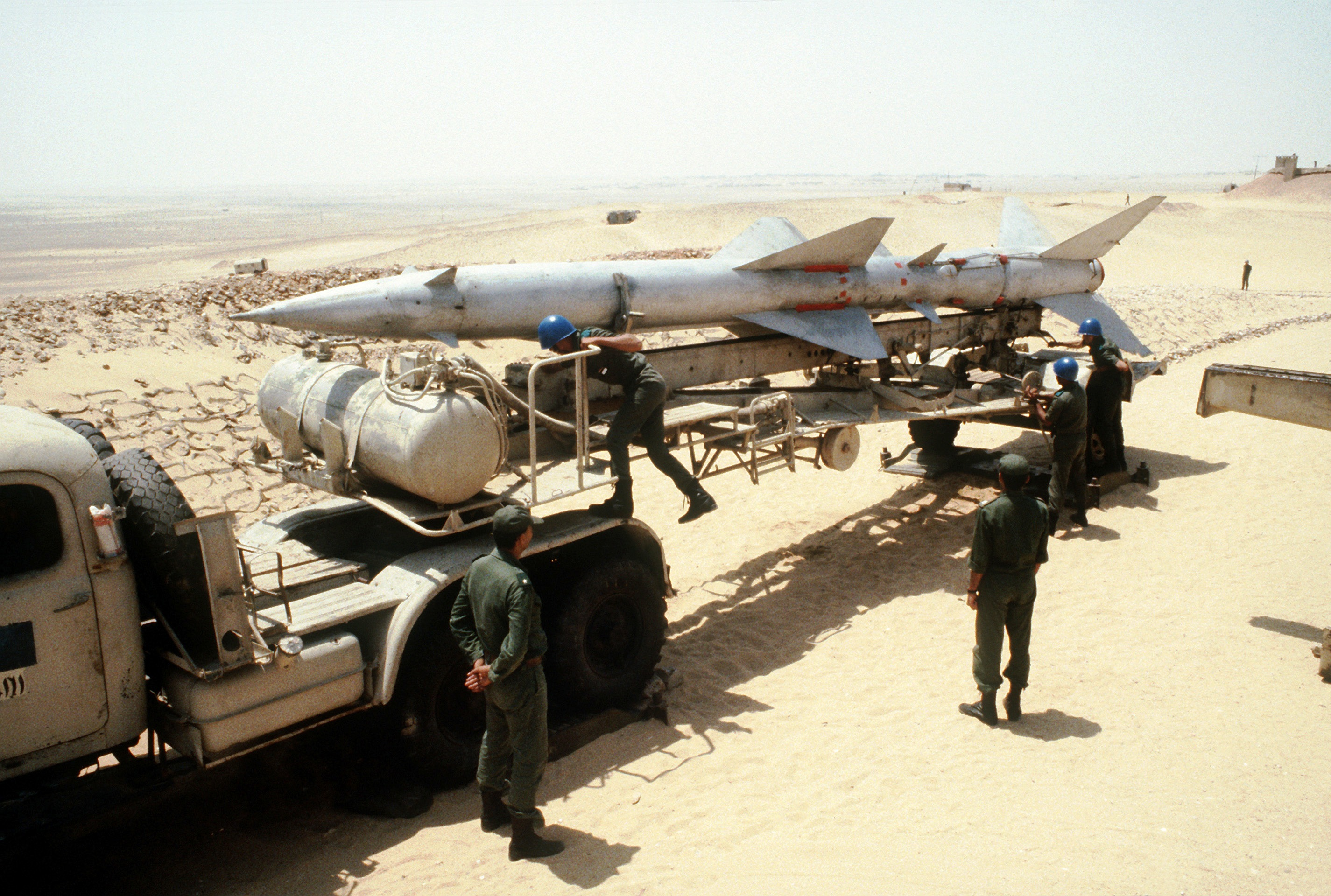
Egipscy żołnierze przygotowują zestaw S-75, 1985 rok

Pierwszy atak w ramach operacji Bokser rozpoczął się 20 lipca o godzinie 14:00. W pierwszej fali znalazły się dwa samoloty Mirage IIICJ Szachak ze 117. Eskadry, pilotowane przez majora Uriego Ewen-Nira oraz kapitana Gi’orę Gorena. Ich zadaniem był atak na stanowiska zestawów SA-2 na zachód od Port Saidu. Po dotarciu na miejsce ostrzelali oni działa przeciwlotnicze, radary kierowania ogniem SNR-75 oraz same zestawy SA-2. Po nich do ataku dołączyły samoloty A-4 Skyhawk ze 109. Eskadry, które ponownie zbombardowały zaskoczonych Egipcjan. Następnie do ataków na różne cele przystąpiły samoloty Dassault MD 450 Ouragan, Dassault Mystère, Dassault Super Mystère i Sud Aviation Vautour II ze 109., 102., 115. Eskadry. Bombardowano stanowiska moździerzy, artylerii, dział przeciwlotniczych, bazy jednostek pancernych, umocnienia wzdłuż Kanału Sueskiego. W ciągu trzech godzin wykonano 171 lotów bojowych, w których zrzucono bomby o łącznej masie 200 ton. W wyniku nalotów Izraelczycy zniszczyli dwie baterie SA-2, dwie stacje radarowe, stanowiska artylerii plot. kal. 85 mm, trzy baterie artylerii kal. 160 mm. Nie podano łącznej ilości zniszczonych czołgów, schronów oraz zabitych żołnierzy.

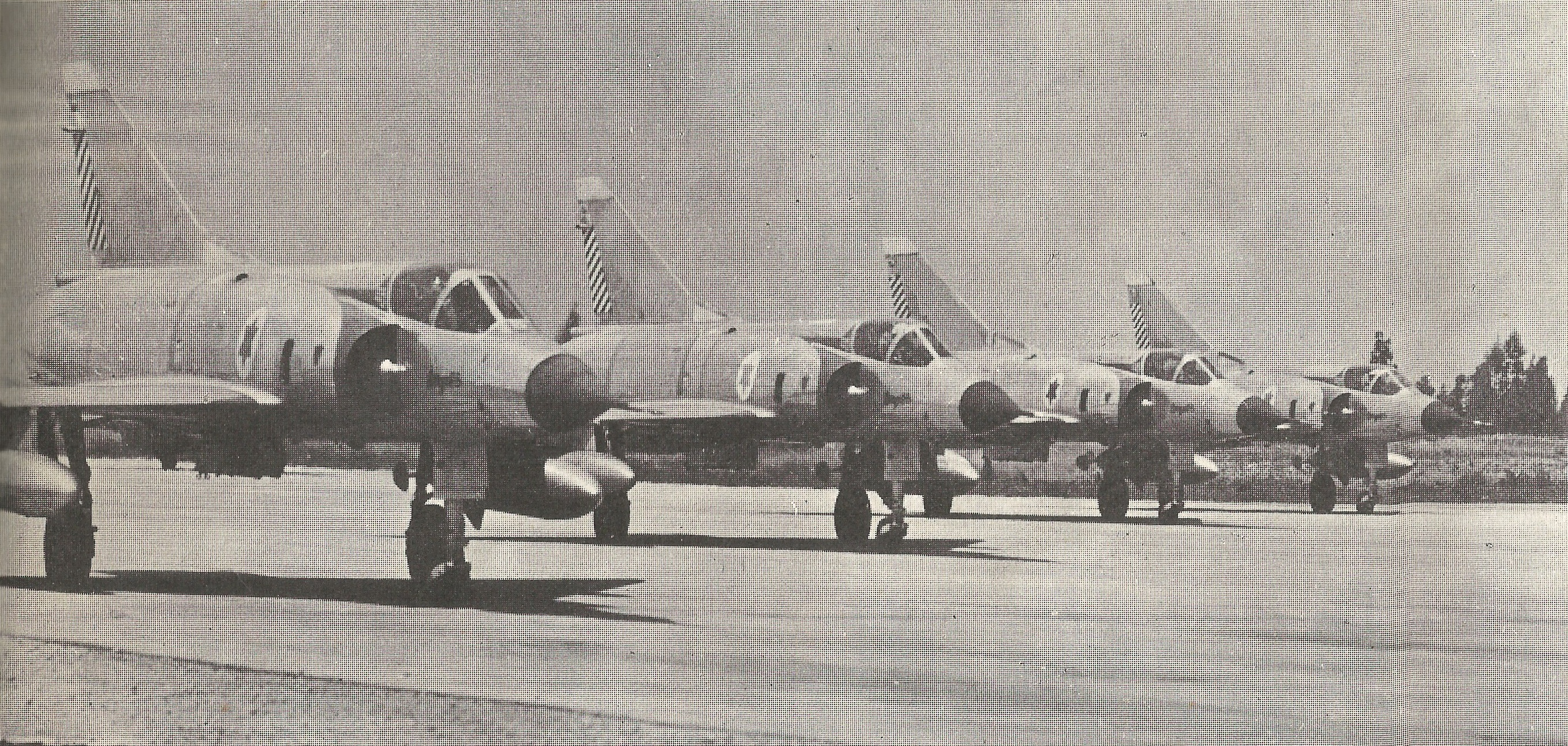
Izraelskie Dassault Mirage III

Pomimo dużych strat Egipskie Siły Powietrzne odpowiedziały na izraelski atak. O godzinie 16:45 nad Synaj nadleciało ok. 60 samolotów. Samoloty MiG-17 i Su-7 pod eskortą MiG-ów 21 atakowały izraelskie umocnienia i stanowiska artylerii wzdłuż kanału. Do odparcia Egipcjan użyto 101. Eskadry. W trakcie ataków dwa izraelskie samoloty zostały uszkodzone, a ich piloci katapultowali się nad Synajem. Egipcjanie stracili dwa samoloty Su-7, jednego MiG-21 oraz dwa MiG-17. Dwa zostały zestrzelone przez obronę przeciwlotniczą.

### Bokser 2

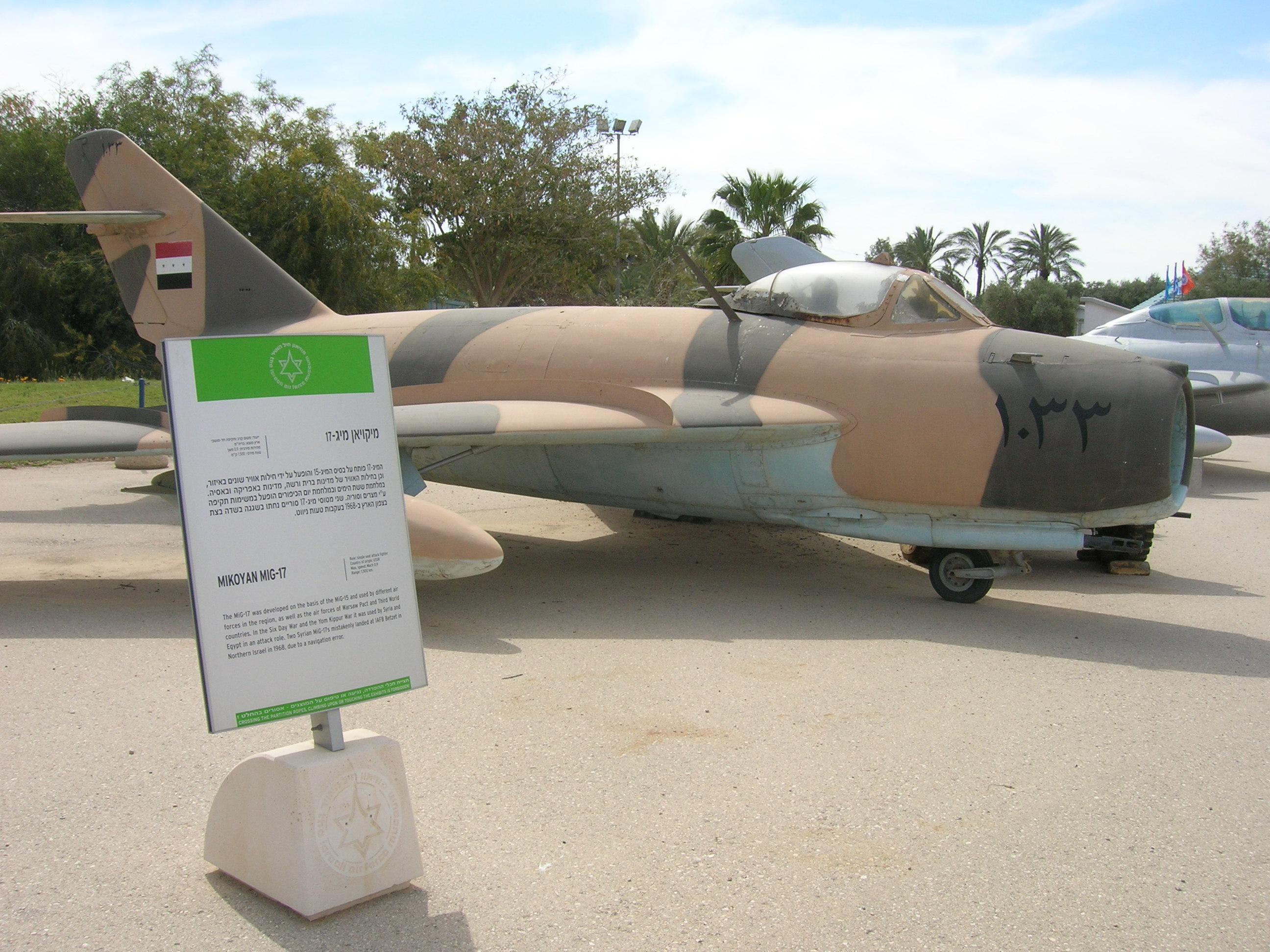
Egipski MiG-17 w Muzeum Izraelskich Sił Powietrznych w Chacerim.

24 lipca zaplanowano kolejne ataki na zestawy przeciwlotnicze i radary. Ataki rozpoczęły dwa samoloty ze 119. Eskadry. Ich celem był radar zlokalizowany na południe od Kanału Sueskiego, koło góry Dżabal Ataka. Zadanie nie powiodło się ze względu na ogień przeciwlotniczy. Piloci zdołali wrócić do bazy, mimo uszkodzeń. Następnie izraelskie samoloty zaatakowały cztery baterie SA-2 oraz radar dowództwa obrony powietrznej na północy kanału. Zaatakowano również umocnienia egipskie, stanowiska artylerii plot., stanowiska moździerzy oraz mosty w okolicach Port Tawfik. Brak egipskiej odpowiedzi spowodował, że dowództwo izraelskie zdecydowało się na przeprowadzenie kolejnych nalotów przez samoloty A-4 Skyhawk ze 109. Eskadry, wymierzonych w stanowiska przeciwlotnicze koło Al Manajf. Kolejnym celem były stanowiska artylerii plot. kal. 37 mm i 57 mm w rejonie Al-Kantary. Następnie bombami z napalmem zaatakowano artylerię przeciwpancerną, stanowiska czołgów i moździerzy. Na koniec dnia samoloty Dassault Mystère ze 116. Eskadry dokonały kolejnych ataków na egipskie cele.
Tego dnia ataki prowadzone były od godziny 10:30 do 19:30. Po izraelskich nalotach Egipcjanie postanowili odpowiedzieć atakami z powietrza na stanowiska Cahalu wzdłuż kanału. W trakcie walk Izraelczycy zestrzelili cztery Su-7, dwa MiG-i 17 oraz jednego MiG-a 21. Ponadto dwa egipskie samoloty zostały uszkodzone. Do niewoli izraelskiej dostał się jeden pilot, który katapultował się nad Synajem – major Nabil Sa’id.

### Bokser 3
25 lipca odbyły się kolejne ataki na egipskie pozycje. Osiem samolotów Dassault Mystère ze 116. Eskadry zostało oddelegowanych do ataku na baterię SA-2 na zachodnim brzegu kanału. Dowództwo uznało, że jest to niebezpieczne, jednak była to ostatnia, niezaatakowana bateria SA-2 w tym rejonie. Podczas podchodzenia do celu w stronę samolotów zostały wystrzelone rakiety ziemia-powietrze. Atak się załamał, a piloci podjęli decyzję o wycofaniu.

### Bokser 4

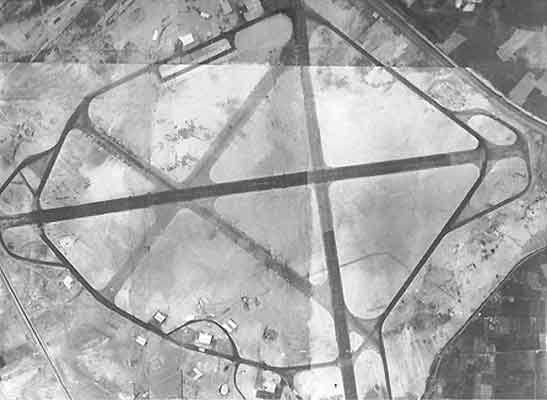
Zdjęcie bazy Déversoir z 1945 roku, kiedy stacjonował tam RAF

26 lipca izraelskie lotnictwo przeprowadziło kolejne naloty na egipskie pozycje. Rozpoczęto atakami dwóch samolotów z 102. Eskadry na artylerię przeciwlotniczą w Port Ibrahim obok Suezu. Kolejne cztery samoloty udały się w kierunku bazy lotniczej Déversoir (inaczej Abu Sultan) obok Wielkiego Jeziora Gorzkiego. Po nalocie udały się do bazy, ponieważ nie było żadnej odpowiedzi ze strony egipskiej. Trzecia grupa uderzeniowa skierowała się na pozycje artylerii pod Al-Kantarą. W tym samym czasie w tym obszarze pojawiły się samoloty MiG-21. Ze źródeł wynika jednak, że żadna ze stron nie zanotowała strat w samolotach. Egipcjanie podali, że w ciągu całego dnia zestrzelili trzy samoloty A-4 Skyhawk, ale rzecznik izraelskiej armii zaprzeczył tym informacjom.

### Bokser 5
27 lipca miała miejsce przedostatnia seria nalotów związanych z całą operacją. Tego dnia ataki przeprowadzało 16 samolotów ze 115. Eskadry, cztery samoloty ze 116. Eskadry oraz 10 samolotów ze 109. Eskadry.

### Bokser 6
28 lipca był ostatnim dniem operacji Bokser. Działania rozpoczęto o godzinie 16:00. Postanowiono, że jeden z samolotów 119. Eskadry odbędzie lot zwiadowczy w celu wykonania zdjęć wyrzutni znajdujących się w okolicach Kanału Sueskiego. Samoloty te często były wybierane za cel przez egipskich pilotów, co miało miejsce i tym razem. Izraelczycy przewidzieli tę taktykę i postanowili w ten sposób urządzić zasadzkę. Około godziny 17:00 zameldowano o aktywności egipskich MiG-ów. Wsparciem dla samolotu zwiadowczego były cztery myśliwce Mirage IIICJ Szachak z 101., 117. i 119. Eskadry. Trzy były pilotowane przed dowódców eskadr, a czwarty przez dowódcę Bazy Chacor. W starciu żadna ze stron nie poniosła strat.

### Podsumowanie
W trakcie trwania operacji Bokser izraelskie samoloty wykonały ponad 500 lotów bojowych. Szacuje się, że w ich trakcie zginęło co najmniej 300 żołnierzy egipskich. Dowództwo Sił Powietrznych Izraela poinformowało, że ataki znacznie osłabiły obronę przeciwlotniczą Egiptu w kierunku na Kair oraz obniżyły potencjał artylerii. Straty, jakie doznał Egipt w wyniku nalotów sprawiły, że armia egipska zaprzestała ostrzałów pozycji izraelskich wzdłuż Kanału Sueskiego na kilka następnych tygodni. Mimo sukcesu operacji, Izraelczycy uznali, że była to operacja jednorazowa.